# Ngai (divinità)
Ngai (o anche Enkai, En-kai, Engai, Eng-ai, Mweai, Mwiai) è il supremo Dio nella religione monoteistica delle tribù Kamba, Kikuyu e Maasai del Kenya. Secondo la tradizione Kikuyu, egli vive nella montagna sacra Kirinyaga (Monte Kenya). Secondo i Kamba, invece, egli vive da totale eremita e non conosce nessuno.
Presso le tribù dei Masai nilotici le meteore sono considerate gli occhi del Dio-padre Ngai che manda questi oggetti per vedere da vicino gli uomini.